# Muzeum města Letovice
Muzeum města Letovice a přilehlého regionu je umístěno na adrese Brněnská 3, 679 61 v Letovicích, v historické administrativní budově Faberovy továrny (později Tylex) z roku 1752, se vchodem ze Zámecké ulice.
Muzeum spadá pod Městské kulturní středisko, kurátoren byl do r. 2019 paleontolog PhDr. Antonín Štrof, CSc. V roce 2021 se stala kurátorkou muzeoložka Mgr. Blanka Veselá.
První pokusy o založení muzea v Letovicích proběhly již v první polovině dvacátého století, ovšem na muzeum trvalého charakteru si musely Letovice počkat až do nového tisíciletí, kdy se po dlouholetém úsilí podařilo letovickým milovníkům historie a kultury konečně získat vlastní muzeum. Na jaře 2018 byly v budově bývalého biskupského gymnázia slavnostně otevřeny prostory, kde se mohly shromažďovat sbírky připomínající historii a rozvoj regionu. Exponáty, do kterých přispívají také obyvatelé Letovic a okolí, dokumentují vývoj od pravěku až k současnosti, první expozice muzea byla zaměřena na historii regionu a města Letovice.
V roce 2020 Muzeum města Letovice získalo od firmy Tylex Letovice, a.s. unikátní sbírku technických návrhů záclon a vzorníků krajek, zahrnující období od konce 19. století do současnosti, což je bezmála dvě stě let. Tato sbírka je svým rozsahem unikátní v rámci České republiky a přesahuje za hranice letovického regionu - obsahuje také vzorky produkce menších konkurenčních krajkářských firem, zejména ze severních Čech, z nichž některé zanikly při poválečných konfiskacích majetku odsunutých Němců a další zanikly po znárodnění v roce 1948. Část této sbírky je vystavena ve stálé expozici Příběh letovické krajky, vyprávějící o vzniku a osudech letovické továrny na tyl a krajku, dnes nesoucí název Tylex, a.s., která byla založena roku 1832 a podle dostupných informací je nejstarší továrnou na tyl a krajky ve střední Evropě.
Expozici „Příběh Letovické krajky“ v současnosti doplňuje stálá expozice „Káva Lamplota“, věnovaná unikátní osobnosti města Letovic - prvorepublikovému obchodníku s kávou a vynálezci Hubertu Lamplotovi, expozice Prvorepublikový koloniál, a krátkodobé výstavy na různá aktuální či regionální témata.
Populární a hojně navštěvované jsou vernisáže, workshopy, přednášky, Muzejní noc a další akce, pořádané muzeem a MKS.